# Phyllophryno antennalis
Phyllophryno antennalis là một loài ruồi trong họ Tachinidae.